# سفارت بحرین در اسلام‌آباد
سفارت بحرین در اسلام‌آباد (به انگلیسی: Embassy of Bahrain) یک منطقهٔ مسکونی و نمایندگی سیاسی این کشور در پاکستان است که در اسلام‌آباد واقع شده‌است.